# フアン・カルロス・バレーラ
フアン・カルロス・バレーラ・ロドリゲス（スペイン語: Juan Carlos Varela Rodríguez、1963年12月12日 - ）は、パナマの政治家。大統領（2014年 - 2019年）やパナメニスタ党代表（2006年 - 2016年）を歴任した。
2016年4月に来日している。

## 経歴
エレーラ県出身の企業家であるルイス・ホセ・バレーラ・アルホナのもとにパナマ市で生まれる。コレヒオ・ハビエルを卒業後、アメリカ合衆国のジョージア工科大学に進学し、1985年に産業工学の学士号を取得した。
1985年から、バレーラは家族の経営するバレーラ・エルマノス社の理事を務めている。2008年までは同社の執行副社長を兼務していた。
政治の世界では1990年代のはじめに政治活動に参加し、1994年の総選挙でパナメニスタ党陣営の本部長を務めた後、2009年の大統領選で同党の大統領候補となった。その選挙戦でバレーラは、ライバルであるリカルド・マルティネリの勢力と合流し、その副大統領候補となった。その結果、2009年5月3日にパナマの副大統領に就任した。2009年7月から2011年8月まで外務大臣だった。2014年5月4日の大統領選挙では、大統領職を辞任するマルティネリ率いる「民主変革」の支持を取り付けた与党候補のホセ・ドミンゴ・アリアスを破って勝利した。得票率はバレーラが39%、アリアスが32%だった。同年7月1日、大統領に就任した。

## 人物
ジャーナリストのロレーナ・カスティージョと結婚しており、3人の子供がいる。